# Arracourt
Arracourt é uma comuna francesa na região administrativa do Grande Leste, no departamento de Meurthe-et-Moselle. Estende-se por uma área de 17.41 km², e possui 250 habitantes, segundo o censo de 2018, com uma densidade de 14 hab/km².